# Virus à ARN double brin
Familles de rang inférieur
- Amalgaviridae
- Birnaviridae
- Chrysoviridae
- Cystoviridae
- Endornaviridae
- Hypoviridae
- Partitiviridae
- Picobirnaviridae
- Quadriviridae
- Reoviridae
- Totiviridae

Un virus à ARN double brin (dsRNA), ou virus à ARN bicaténaire, est un virus dont le matériel génétique est constitué d'ARN bicaténaire formant une double hélice semblable à celle de l'ADN. Ces virus, qui correspondent au groupe III de la classification de Baltimore, infectent des hôtes variés, possèdent un génome organisé en un à douze segments, et présentent une capside à la géométrie (nombre T, capside) également très variable. Parmi ces virus, on trouve les Rotavirus, responsables fréquents de gastro-entérites chez l'enfant, et le virus de la fièvre catarrhale, pathogène du bétail ayant d'importantes répercussions économiques.
La famille des Reoviridae, qui contient notamment le genre Rotavirus, est la plus importante du groupe.
Depuis quelques années, une meilleure connaissance du cycle de ces virus et de leurs interactions avec les cellules permet la mise au point de nouvelles stratégies anti-virales.

## Taxinomie
Les virus avec un génome dsRNA sont actuellement regroupés en familles, genres non-affectés et espèces.
Trois familles infectent les champignons : les Totiviridae, Partitiviridae et Chrysoviridae. Ces familles ont des génomes respectivement monopartite, bipartite et tripartite. Ce sont des particules isométriques de 25 à 50 nanomètres de diamètre. L'analyse génétique de l'ARN polymérase ARN-dépendante semble indiquer l'existence d'un ancêtre commun appartenant à la famille des totivirus. Une quatrième famille, les Alternaviridae, a récemment été décrite avec un génome quadripartite.
Les hypovirus sont des mycovirus (virus fongiques) ayant un génome dsRNA encapsidé. Ils ont probablement un ancêtre commun avec des virus à ARN positif infectant les plantes, appartenant au supergroupe 1.
Un nouveau clade, n'ayant pas encore de nom, de six virus infectant les champignons filamenteux a également été reporté.